# Миннерия
Миннерия это небольшой город в подразделении ОС Хингуракгода в округе Полоннарува в Северо-Центральной провинции Шри-Ланки, который славится двумя вещами: водохранилищем (танком) Миннерия (Миннерия-Уэва), которое построил король Махасена и национальный парк Миннерия, который является популярным местом для любителей сафари из-за прогулок со слонами. Кроме того, он расположен рядом с городом Хабарана, в котором есть гостиницы высокого класса для туристов, а также ещё несколько известных объектов всемирного наследия находятся относительно близко в Миннерии, это Анурадхапура, Полоннарува и Сигирия.
В городе расположен центр подготовки пехоты, а также Школа корпуса военной полиции Шри-Ланки. Здесь же базируется 6-й артиллерийский полк. Совокупность военных баз носит название Гарнизон Миннерия.